# Самассеку, Диади
Диади́ Самассеку́ (фр. Diadie Samassékou; род. 11 января 1996 года, Бамако, Мали) — малийский футболист, полузащитник сборной Мали.

## Клубная карьера
В августе 2015 года Самассеку подписал четырёхлетний контракт с австрийским клубом «Ред-Булл Зальцбург». Был переведён в фарм-клуб команды — «Лиферинг», весь сезон 2015/2016 провёл в его составе. 11 сентября 2015 года дебютировал за него в поединке против «Флоридсдорфа». Всего за чемпионат сыграл 25 встреч.
Перед сезоном 2016/2017 отправился на сборы с основной командой. Стал игроком стартового состава. 30 июня 2016 года дебютировал в австрийской Бундеслиге в поединке против «Вольфсбергера», выйдя на поле в основном составе и будучи заменённым на 65-й минуте Конрадом Лаймером.
В августе 2019 года Диади Самассеку перешел в «Хоффенхайм», подписав с клубом контракт до июня 2024 года.
15 Сентября 2022 года перешёл на правах аренды в греческий   Олимпиакос.

## Карьера в сборной
Выступал за молодёжную сборную Мали до 20 лет. Участник чемпионата мира среди молодёжи 2015 года. Вместе с командой завоевал бронзовые медали, победив в поединке за 3-е место сверстников из Сенегала. На турнире провёл все семь встреч, во всех выходил в основном составе, забил 2 мяча.
29 июня 2014 года Самассеку дебютировал в главной команде страны в товарищеском поединке против сборной Китая.
Летом 2019 года на Кубке африканских наций в Египте, Диади был вызван в состав своей национальной сборной. Во втором матче против Туниса он забил гол на 60-й минуте, а команды сыграли в ничью 1:1.

## Достижения
- Бронзовый призёр чемпионата мира по футболу среди молодёжных команд: 2015